# اخلاق پرستاری
اخلاق پرستاری (به انگلیسی: Nursing ethics) شاخه‌ای از اخلاق کاربردی بوده و به مجموعه رفتارها و کردارهای انسانی و حرفه‌ای مورد انتظار از یک پرستار در انجام وظایف پرستاری گفته می‌شود. این رفتارها و کردارها باید به‌صورت ویژگی‌های فردی در برقراری ارتباط با بیمار، بستگان و همراهان بیمار، همکاران، محیط کار، جامعه، حکومت، و دیگر موارد نمود پیدا کند.
- در سال ۱۹۸۵، مجتمع کالج‌های پرستاری آمریکا پروژه‌ای در رابطه با شناسایی ارزش‌های ضروری جهت کار پرستاری تهیه نمود که شامل هفت سری ارزش: زیبایی شناسی، نوع دوستی، برابری، آزادی، منزلت انسانی، عدالت و حقیقت بود.[۲]
- از آن جا که تصمیم پرستاران بر مردم تأثیر می‌گذارد بنابراین پرستاران توانایی نفع و زیان رساندن به بیمار را دارا می‌باشند. نمونه‌ای از آن، زیان رسانیدن به بیمار مبتلا به ایدز بر اثر کوتاهی در فرایند یادگیری توسط پرستار در حین مراجعه بیمار است که با ارزش‌های پرستاری مطابقت نخواهد داشت.[۳]

## نظام نامه اخلاق پرستاری
- نظام نامه اخلاق پرستاری شورای بین‌المللی پرستاران در سال ۱۹۵۳ تنظیم و در سال ۱۹۷۳ اصلاح مجدد گردید.[۴]

ساختار کلی:
- پرستاران و مردم
- بهیاران و ارتقا ادامه تحصیل
- پرستاران و اعمال آن‌ها
- پرستاران و جامعه
- پرستاران و همکاران
- پرستاران و حرفه پرستاری

## اخلاق پرستاری در ایران
آیین اخلاق پرستاری در جمهوری اسلامی ایران
این آیین‌نامه که در سال ۱۳۹۰ توسط شورای سیاستگذاری، دفتر پرستاری و بورد پرستاری وزارت بهداشت درمان و آموزش پزشکی، و با همکاری دانشگاه علوم پزشکی تهران، مرکز تحقیقات اخلاق و تاریخ پزشکی، سازمان نظام پرستاری ایران، فرهنگستان علوم پزشکی، و جمعی از اشخاص حقیقی تدوین شده‌است به عنوان آیین‌نامه اخلاق پرستاری در جامعه پرستاری ایران کاربرد دارد.در این خصوص مقاله ای در اسفند۱۴۰۰ توسط آقای حسین پورمحمد-کارشناس پرستاری از مشهد تنظیم و منتشر گردید که مورد توجه سازمان نظام پرستاری و سازمان NR پرستاری قرار گرفت.
موارد این مقاله عبارتند از:
- مقدمه (ارزش‌ها)
- راهنماهای اخلاقی

1. پرستار و جامعه
2. پرستار و تعهد حرفه‌ای
3. پرستار و ارائه خدمات بالینی
4. پرستار و همکاران تیم درمانی
5. پرستار، آموزش و پژوهش